# Tulasnella papillata
Tulasnella papillata é uma espécie de fungo pertencente à família Tulasnellaceae.